# 33401 Radiya-Dixit
33401 Radiya-Dixit è un asteroide della fascia principale. Scoperto nel 1999, presenta un'orbita caratterizzata da un semiasse maggiore pari a 2,2321588 UA e da un'eccentricità di 0,1648677, inclinata di 3,76951° rispetto all'eclittica.